# Théophile Bosq
Antoine Théophile Maximin Bosq, né à Marseille en 1810 et mort en janvier 1900, est un écrivain et journaliste français. 
Il est le père du romancier et journaliste Paul Bosq,.  

## Biographie
Il vécut dans le village d'Auriol,. En 1834 il est reçu à l'Académie des sciences, belles-lettres et arts de Marseille.
Il intente un procès contre les rédacteurs, Naquet et Honoré Bondilh, du journal La Voix du Peuple, pour reproduction d'un passage du texte Lanterne, mais ces derniers sont acquittés en octobre 1868.

## Œuvres
- Nouvelles Mélodies - Poésies (1850)[8],[5].
- Notice sur le plan en relief[9].

### Poésies
- Le Noyer du vallon
- Le vent et les étoiles
- Noéma, ou les amours d'un ange (1836)[10]